# UN-Klimagipfel 2019
Der UN-Klimagipfel 2019 (englisch UN Climate Action Summit 2019) fand am 23. September 2019 in New York City statt. Gastgeber war UN-Generalsekretär António Guterres.
Der Generalsekretär der Vereinten Nationen hatte zum Klimagipfel eingeladen, „um die Umsetzung des Klimaübereinkommens von Paris zu beschleunigen“ und so den Herausforderungen des Klimawandels zu begegnen. Im Vordergrund stand die Partnerschaft zwischen Nationen, Unternehmen, Städten und der Zivilgesellschaft. Ziel des Gipfels war, die Vereinbarungen des Übereinkommens von Paris zur Umsetzung zu bringen und der Politik der nachhaltigen Entwicklung Schwung zu verleihen. Eine der Sprecherinnen bei der Veranstaltung war neben zahlreichen Staats- und Regierungschefs die schwedische Klimaaktivistin Greta Thunberg, die bereits im August 2019 emissionsfrei mit der Segelyacht Malizia II nach New York angereist war.

## Jugendklimagipfel
Den Auftakt des dem Klimagipfel vorangehenden themenbezogenen Veranstaltungswochenendes bildete am 21. September ein Jugendklimagipfel (englisch Youth Climate Summit), auf dem Sprecher der jüngeren Generationen auftraten und ihre Forderungen präsentierten.